# Niels Arkil
Niels Arkil (født 8. juni 1939 i Haderslev, død 7. juni 2017) var en dansk entreprenør, der var administrerende direktør og efterfølgende bestyrelsesformand for Arkil A/S. 
Arkil, der var søn af virksomhedens grundlægger, Ove Arkil, vendte hjem til Sønderjylland i 1974 for at blive koncernchef for familievirksomheden. Posten bestred han til 2006, hvor han blev bestyrelsesformand efter at have været medlem af bestyrelsen siden 1963. Niels Arkil overlod posten som koncernchef til sin søn, Jesper Arkil. 
Niels Arkil var fra 1993 til 1999 formand for Danske Entreprenører og sad fra 1998 til 2002 i præsidiet for de europæiske entreprenørers organisation, FIEC. Han var også frem til 2006 bestyrelsesmedlem i Syddanske Medier. Arkil var desuden honorær konsul i Sønderjylland for Frankrig, og han var Ridder af Dannebrog samt ridder af Æreslegionen. Endelig var han distriktsguvernør og klubpræsident for Rotary i Haderslev. 
Han var gift to gange og havde to børn fra hvert ægteskab. 